# Заречье (Бобруйский район)
Заречье (бел. Зарэчча) — деревня в Бобруйском районе Могилёвской области Беларуси. Входит в состав Горбацевичского сельсовета.

## География
Деревня находится в юго-западной части Могилёвской области, к западу от автодороги Н-10084, на расстоянии приблизительно 13 километров (по прямой) к северо-западу от города Бобруйска, административного центра района. Абсолютная высота — 151 метр над уровнем моря. Площадь населённого пункта — 0,087 км².

## История
Деревня известна с XIX века.
По состоянию на 1907 год, в Заречье имелось 10 дворов и проживало72 человека. В административном отношении входила в состав Горбацевичской волости Бобруйского уезда Минской губернии.
До 20 ноября 2013 года входила в состав Осовского сельсовета.

## Население
По данным переписи 2019 года, в деревне проживал 1 человек.
| Год  | Население, человек |
| ---- | ------------------ |
| 1897 | 78                 |
| 1907 | ↘ 72               |
| 1926 | ↗ 78               |
| 1959 | ↘ 59               |
| 1970 | ↘ 45               |
| 1986 | ↘ 22               |
| 2007 | ↘ 3                |
| 2009 | ↘ 2                |
| 2019 | ↘ 1                |